# Karl Ziegler
Karl Waldemar Ziegler (Helsa (Hessen), 1898. november 26. – Mülheim an der Ruhr, 1973. augusztus 11.) német kémikus. 1963-ban a polimerek terén elért felfedezéséért kémiai Nobel-díjat kapott.

## Életrajza
Tanulmányait Marburgban végezte. Már 1923-ban tudományos fokozatot szerzett: A tetra-aryl-allyl-radikálisok és származékaik című doktori disszertációjával. Egyetemi professzorként dolgozott először Frankfurt am Mainban, Heidelbergben, majd 1936-tól Halléban, ugyanebben az időben a Chicago Egyetem vendégdocense volt. 1943-tól a Kaiser-Wilhelm-Instituts für Kohleforschung Szerveskémiai Kutatóintézet (1948 után Max-Planck-Institut für Kohlenforschung) igazgatója és a RWTH Aachen tiszteletbeli professzora lett. 1944-ben a Tudományok Bajorországi Akadémiájának levelező tagja lett; 1949 és 1951 között a Német Kémikusok Társaságának első elnökének tisztjét töltötte be.

### Nobel-díj
Az 1950-es években kezdte el kifejleszteni nagy sűrűségű polietilén gyártását titán(IV)-klorid (TiCl4) és alumínium-alkil katalizátor alkalmazásával. Ezzel lehetővé tette a polietilén gyártást az addiginál alacsonyabb hőmérsékleten, (60 °C) és nyomáson (kb. 1 atmoszféra). Az előállított polietilén több egyenes láncú molekulát tartalmazott, ez a terméket merevebbé tette és az olvadáspontja is magasabb lett, mint a korábbi, alacsony sűrűségű polietilénné. 
1954-ben az eljárást Giulio Natta továbbfejlesztette, kiterjesztette a Ziegler katalizátor (és hasonló katalizátorok) használatát más alkénekre. Kimutatta, miképp lehet sztereospecifikus polimert előállítani propénből.
A hosszú láncú polimerek kutatásában elért eredményükért Karl Ziegler és Guilo Natta 1963-ban kémiai Nobel-díjat kapott. Nevükből ered a Ziegler–Natta-katalizátor elnevezés.

### Karl Ziegler Alapítvány
1993-ban jött létre a Német Kémikusok Társaságában a Karl Ziegler Alapítvány, majd 1998-ban, a névadó születésének 100. évfordulója alkalmából kezdte el alapítványi tevékenységét. Az alapító Dr. Marianne Witte, Karl Ziegler lánya.
A Karl Ziegler-díj – 50.000 euró és egy aranyérem –az egyik legnagyobbra értékelt német kitüntetés a kémia területén.

### Ziegler, a műgyűjtő
Feleségével, Máriával 20. századi festményeket gyűjtött, amiket felfedezésének bevételéből finanszírozott. Gyűjteménye, amelyben megtalálhatók többek között Emil Nolde, Lyonel Feininger, Paul Klee, Käthe Kollwitz, Oskar Kokoschka, August Macke, Franz Marc és Karl Schmidt-Rottluff alkotásai is, a Mülheim an der Ruhr-i Alte Post városi múzeumban tekinthető meg.

## Fordítás
- Ez a szócikk részben vagy egészben  a   Karl Ziegler című német Wikipédia-szócikk fordításán alapul.  Az eredeti cikk szerkesztőit annak laptörténete sorolja fel. Ez a jelzés csupán a megfogalmazás eredetét és a szerzői jogokat jelzi, nem szolgál a cikkben szereplő információk forrásmegjelöléseként.